# Carmen Jones (film)
Cet article concerne le film. Pour la comédie musicale originale, voir Carmen Jones.
Pour plus de détails, voir Fiche technique et Distribution.
Carmen Jones est un film musical américain d'Otto Preminger, sorti en 1954 aux États-Unis (et en 1981 en France) et basé sur la comédie musicale Carmen Jones d'Oscar Hammerstein II, qui fut un des grands succès de Broadway en 1943.
La musique du film est pour l'essentiel celle de l'opéra Carmen de Georges Bizet, avec une ré-orchestration jazz.

## Synopsis

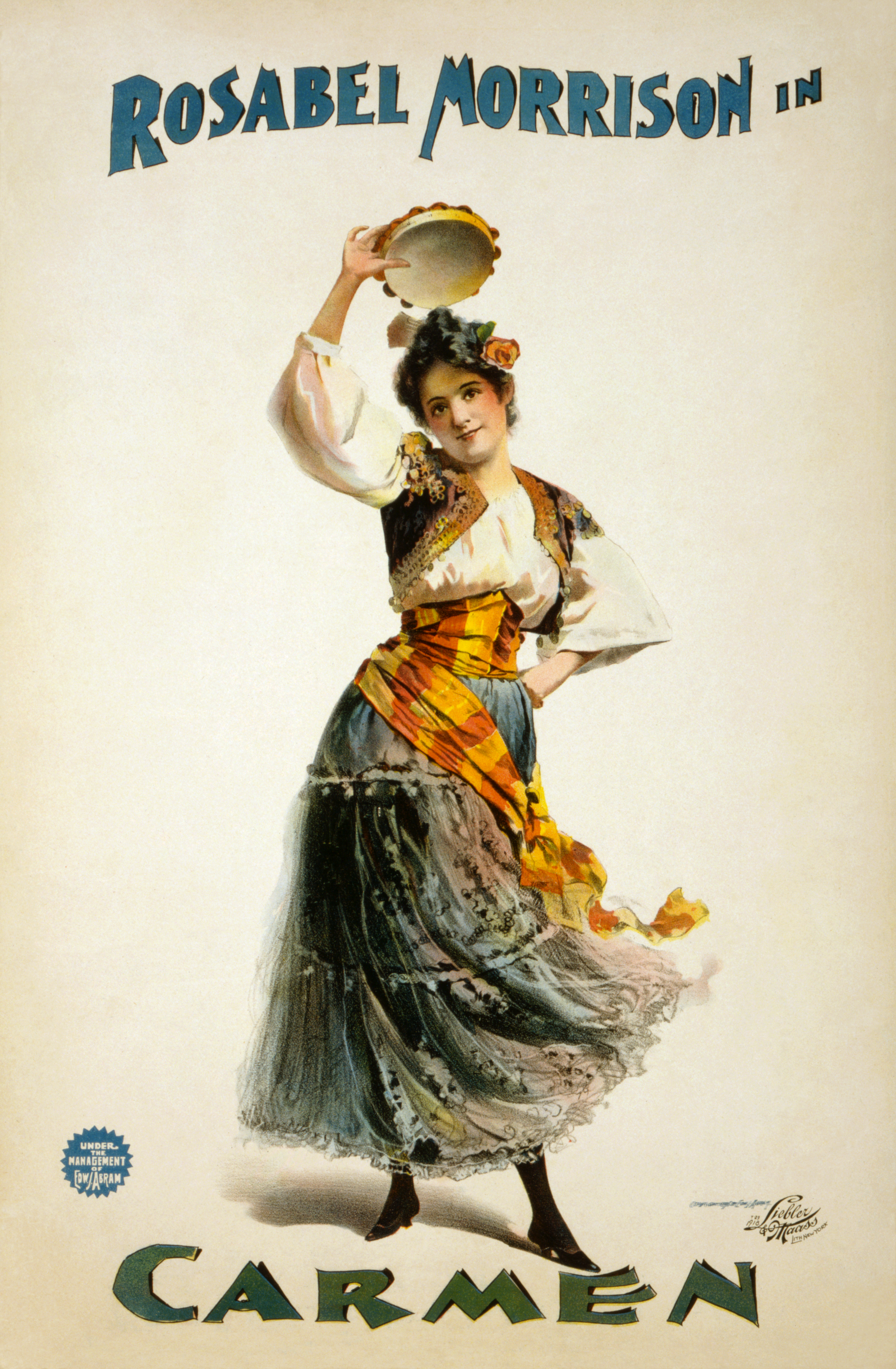
Poster d'une première américaine de l'opéra de Bizet Carmen

Carmen travaille dans une usine d'armement, pendant la Seconde Guerre mondiale, sur une base de l'armée américaine. Joe manque à ses devoirs par amour pour Carmen, ce qui le conduit en prison. Ensuite, Carmen rencontre Husky Miller, champion de boxe poids lourds et « craque » pour lui.

## Fiche technique
- Titre : Carmen Jones
- Réalisation : Otto Preminger
- Scénario : Harry Kleiner, d'après la comédie musicale d'Oscar Hammerstein II
- Production : Otto Preminger
- Société de production : Carlisle Production
- Société de distribution : 20th Century Fox (USA/Royaume-Uni)
- Musique : Herschel Burke Gilbert et Georges Bizet, musique de l'opéra Carmen
- Photographie : Sam Leavitt
- Montage : Louis R. Loeffler
- Décors : Edward L. Ilou et Claude E. Carpenter
- Costumes : Mary Ann Nyberg
- Pays de production :  États-Unis
- Langue originale : anglais
- Format : Couleurs - 2,55:1 - Stéréo - 35 mm
- Genre : Film musical
- Durée : 105 minutes
- Dates de sortie : 
  - États-Unis : 28 octobre 1954
  - France : 16 décembre 1981

## Distribution
- Dorothy Dandridge : Carmen Jones
- Marilyn Horne : Carmen Jones (voix chantée)
- Harry Belafonte : Joe
- LeVern Hutcherson : Joe (voix chantée)
- Olga James : Cindy Lou
- Pearl Bailey : Frankie
- Joe Adams : Husky Miller
- Marvin Hayes : Husky Miller (voix chantée)
- Nick Stewart : Dink Franklin
- Roy Glenn : Rum Daniels
- Diahann Carroll : Myrt
- Brock Peters : Sergent Brown
- Sam McDaniel (non crédité) : un serveur

## Autour du film
L'action se situe dans le sud profond des États-Unis et tous les acteurs sont des Noirs américains. Les rôles principaux sont vocalement doublés par des chanteurs d'opéras dont la célèbre cantatrice Marilyn Horne qui faisait ici ses débuts.
La scène de l'opéra de Bizet qui se passe dans les arènes de Séville est remplacée par la finale du tournoi de boxe professionnel des poids lourds à Chicago (sur la même musique que dans l'opéra).
Les droits ont été repris par la Twentieth Century Fox Film Corporation en 1982.
Le film a été interdit d'importation en France pendant vingt-cinq ans à cause d'un procès intenté par les héritiers des librettistes français originaux Henri Meilhac et Ludovic Halevy, pour « détournement ». Il est néanmoins sorti en Angleterre dans les années 1950, les héritiers ne pouvaient se prévaloir des droits d'auteurs qu'en France. Le film a reçu son visa d'exploitation du CNC le 13 novembre 1981. Sur ce sujet, cf.  François Truffaut. « Les héritiers de Bizet contre Carmen (Jones) », Arts n°490, 17-23 novembre 1954.

## Bande originale
- Send Them Along ..... Chœur
- Lift 'Em Up an' Put 'Em Down ..... Chœur des enfants
- Dat's Love (L'amour est un oiseau rebelle) ..... Carmen
- You Talk Jus' Like My Maw ..... Joe et Cindy Lou
- Carmen Jones is Going to Jail ..... Chœur
- Dere's a Cafe on de Corner (Seguedilla) ..... Carmen
- Dis Flower ..... Joe
- Beat Out Dat Rhythm on a Drum ..... Frankie
- Stan' Up an' Fight ..... Husky Miller
- Whizzin' Away Along de Track ..... Carmen, Frankie, Mert, Dink et Rum
- There's a Man I'm Crazy For ..... Carmen, Frankie, Mert, Rum et Dink
- Card Song ..... Carmen, Frankie et Chœur
- My Joe ..... Cindy Lou
- He Got His Self Another Woman ..... Cindy Lou
- Final Duet ..... Carmen et Joe
- String Me High on a Tree ..... Joe

## Distinctions

### Récompenses
- Léopard d'or au Festival international du film de Locarno
- Ours de bronze (Otto Preminger) à la Berlinale
- Golden Globes : meilleur film musical/comédie

### Nominations
- Oscars du cinéma : meilleure actrice dans un rôle principal (Dorothy Dandridge) et meilleure musique de film (Herschel Burke Gilbert)
- BAFTA Awards : meilleur film de toutes sources et meilleure actrice étrangère (Dorothy Dandridge)
- Screen Actors Guild Awards : meilleur scénariste américain pour un film musical (Harry Kleiner)

## Sélection
- Festival de Cannes 1955 : sélection officielle en compétition[3]